# Ivar Aasen
Ivar Andreas Aasen (Ørsta, 5 de agosto de 1813-Cristianía, 23 de septiembre de 1896) fue un filólogo, lingüista, escritor, y naturalista noruego que estableció el segundo estándar de escritura de la lengua noruega, el landsmål —que posteriormente se convirtió en el nynorsk—.

## Biografía
Aasen nació en Ørsta, en la costa occidental de Noruega, hijo de un labrador. De 1843 a 1846 viajó por el oeste del país recogiendo características y palabras de los diferentes dialectos que se hablaban. A partir de ellos, estableció una lengua escrita común, publicando una gramática en 1864 y un diccionario en 1873.
Él mismo empleó el nuevo sistema en varios poemas y ganó rápidamente apoyo.

### Obra
Relacionadas con el idioma noruego, el trabajo de su vida, publicó:
- Det norske Folkesprogs Grammatikk (Gramática popular del noruego), que vio dos ediciones: la inicial de 1848 principalmente descriptiva y la revisada de 1864 de carácter normativo.
- Ordbog over det norske Folkesprog (Diccionario de noruego), la primera edición data de 1850 y al segunda de 1873.
- Prøver af Landsmaalet I Norge, 1853 (Especímenes del idioma nacional noruego) trabajo que incluye textos en diversos dialectos así como normalizados, desde cuentos y proverbios a traducciones de Shakespeare y Schiller.
- Ensayo sobre los dialectos de Noruega, 1853.
- Norsk Navnebog, 1858 (Repertorio de nombres noruegos).
- Norske plantenavne, 1860, (Nombres vulgares de las plantas de Noruega).

Entre sus producciones literarias se encuentran poemas idílicos y retratos de la vida rústica noruega. También tradujo la saga romántica Fridtjofs.
- Ervingen, 1855 (El heredero) comedia con cantos que fue varias veces representada en la época.
- Symra, 1863, repertorio de canciones donde usa el landsmål para describir la vida campesina y expresar, a través de sus canciones, los sentimientos y tristezas de la misma.

### Reconocimientos

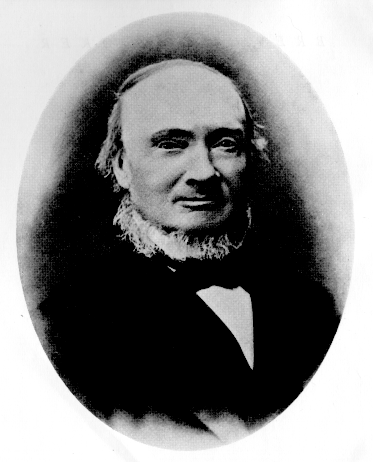
Ivar Aasen en 1872.

Muy pronto en su carrera, en 1842, comenzó a recibir un estipendio que le permitiera dedicarse por completo a sus investigaciones filológicas y el parlamento noruego, consciente de la importancia de sus trabajos le trató con generosidad creciente con el correr del tiempo.
En 1850 fue elegido miembro de la Academia de Ciencias de Oslo.
En 1913 se erigió un busto de Aasen en el Concordia College en Moorhead, Minnesota, EE. UU. a instancia de Peter Reite, un estudiante noruego de intercambio.
En junio de 2000 se inauguró en Ørsta, su ciudad natal, el Ivar Aasen-tunet un centro nacional de documentación de la escritura en nuevo noruego y desde 2002 el Ivar Aasen-instituttet dependiente del Colegio Universitario Volda se dedica a la investigación y promoción del idioma mediante la organización de seminarios, cursos de postgrado y otras actividades.
- La abreviatura «Aasen» se emplea para indicar a Ivar Aasen como autoridad en la descripción y clasificación científica de los vegetales.[1]